# Сергєєва Аліна Андріївна
Аліна Андріївна Сергєєва (нар. 10 лютого 1983, Челябінськ, Російська РФСР, СРСР) — російська акторка.

## Біографія
Аліна Сергєєва народилася 10 лютого 1983 року в Челябінську.
Навчалася в Челябінській театральній школі. У 2004 році закінчила РАТІ (майстерня Геннадія Хазанова). Працювала в Центрі драматургії та режисури п / р А. Казанцева і М. Рощина, Школі драматичного мистецтва, Театрі Антона Чехова, Незалежному Театральному Проекті, Театрі на Малій Бронній. Зіграла головні ролі у фільмах «Слухаючи тишу» і «Квартирантка».

## Творчість

### Ролі в театрі

#### Незалежний театральний проект
- 2005 — «Госпіталь „Мулен Руж“»[2] Дані Лоран — Луїза

#### Інші театри
- Три сестри — Корделія
- Вечеря з дурнем — Марлен
- Госпіталь «Мулен Руж» — Луїза
- Сексуальні неврози наших батьків — Дора
- Підемо, нас чекає машина… — Юля
- Гаряче серце — Параша
- Смерть Тарєлкіна — Мавруша, кухарка

### Фільмографія
- 2006 -  Слухаючи тишу -  Настя Бєляєва, головна роль
- 2008 -  Квартирантка -  вчителька Рита Лесина, головна роль
- 2008 -  Зброя -  Женя, дочка конструктора Лобутинського, головна роль
- 2009 -  Довше століття -  Поліна Рєпіна, дружина Клима Державіна, головна роль
- 2009 -  Найкраща бабуся -  Ніна
- 2009 - Снайпер. Зброя відплати -  Алеся Мікульчик
- 2010 -  Замах -  Жанна Бергер ("Джан"), головна роль
- 2011 - Все на краще -  Євгенія Сьоміна, головна роль
- 2011 -  Термінал -  Аня
- 2012 -  Обучаю грі на гітарі -  Март Івашова, головна роль
- 2012 -  П'ять років і один день -  Мирослава, головна роль
- 2013 -  Культ -  Анна
- 2013 -  Марна жертва -  Ніна Савельєва, головна роль
- 2013 -  Віддати кінці -  Настя, головна роль
- 2013 -  Я залишаю вам любов -  Лея, головна роль
- 2013 -  Я поруч -  Лідія, головна роль
- 2014 -  Спадщина -  Анастасія Ольшанська
- 2014 -  Син за батька -  Ніна Теодораді
- 2016 - Улюблена вчителька -  Уляна Сергіївна, головна роль
- 2018 - Одна на двох -  Ольга, головна роль
- 2019 - Підлягає знищенню -  Ліза Москвіна
- 2020 - Кохання під мікроскопом - Ганна, головна роль
- 2020 -  Експерт -  Ганна Володимирівна Воскресенська, слідчий, майор

## Нагороди
- Диплом журі за кращий акторський дебют у фільмі «Слухаючи тишу» на фестивалі російського кіно «Вікно в Європу» (2007).
- Приз «Найкращий жіночий дебют» у фільмі «Слухаючи тишину» на XVI фестивалі акторів кіно «Сузір'я -2008» (Твер).